# Euchloe naina
Euchloe naina is een vlindersoort uit de familie van de Pieridae (witjes), onderfamilie Pierinae.
Euchloe naina werd in 1923 beschreven door Koshantschikov.